# Steffen Kaiser
Steffen Kaiser (* 2. März 1966 in Leipzig) ist ein deutscher Theater- und Opern-Regisseur.

## Biografie
Kaiser studierte von 1986 bis 1991 Musiktheaterregie an der Hochschule für Musik „Hanns Eisler“ Berlin bei Harry Kupfer, Ruth Berghaus und Peter Konwitschny. Von 1991 bis 1993 fungierte er als Operndirektor am Theater Greifswald. Parallel zu seiner Station als Meisterschüler bei Ruth Berghaus an der Akademie der Künste nahm er 1993 eine Gastprofessur an der Hochschule für Musik „Hanns Eisler“ für szenischen Unterricht und Schauspiel an und fungiert seither auch als Mitglied der Diplomprüfungskommission. Er ist freischaffender Regisseur in Musiktheater und Schauspiel an deutschen Bühnen und gastierte als Regisseur u. a. in Russland, Türkei, Niederlande, Schweiz. Zu seinen bekanntesten Inszenierungen zählen Der Ja-Sager am Berliner Ensemble, Der Vetter aus Dingsda  am Staatstheater Kassel und Il turco in Italia an der Devlet Opera in Izmir.